# Апостольская, Эльжбета
Эльжбе́та Роза́лия Апо́стольская (в девичестве — Каминьская, пол. Elżbieta Rozalia Apostolska-Kamińska; 28 марта 1944, Краков, Польша) — польская гимнастка, участница летних Олимпийских игр 1964 года.

## Спортивная биография
В 1964 году Эльжбета Апостольская приняла участие в летних Олимпийских играх. На соревнованиях в Токио польская гимнастка выступила во всех дисциплинах программы, но ни в одном из упражнений не смогла пробиться в финал. Лучшим результатом на отдельных снарядах для Эльжбеты стало 28-е место в упражнении на бревне. В индивидуальном многоборье Апостольская, набрав 73,831 балла, заняла только 37-е место. В командном многоборье польская сборная заняла лишь 7-е место.